# Juan de Arellano

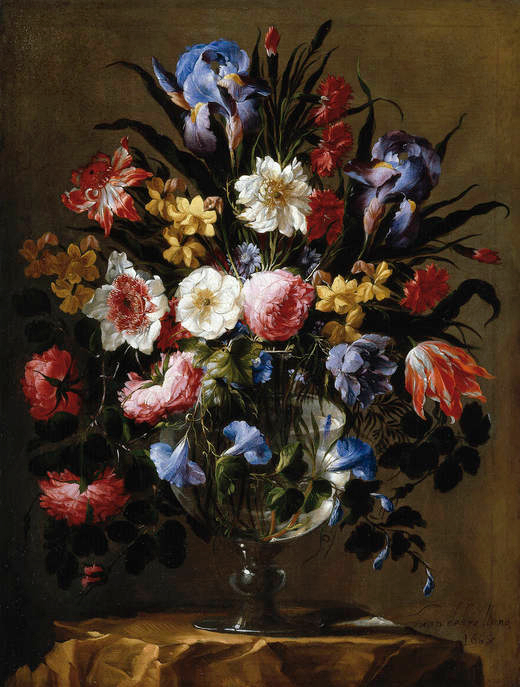
Florero de cristal (1668), Museo do Prado.

Juan de Arellano (Santander, 3 de agosto de 1614 – Madrid, 13 de outubro de 1676) foi um pintor do barroco espanhol.[carece de fontes?]
Suas principais obras retratam vasos com flores.